# فرانك بي. ماكدونالد
فرانك بي. ماكدونالد (بالإنجليزية: Frank B. McDonald)‏ هو فيزيائي أمريكي، ولد في 28 مايو 1925 في كولومبوس في الولايات المتحدة، وتوفي في 31 أغسطس 2012 في آن آربر في الولايات المتحدة.